# Ancyluris thaumasia
Ancyluris thaumasia är en fjärilsart som beskrevs av Hans Ferdinand Emil Julius Stichel 1910. Ancyluris thaumasia ingår i släktet Ancyluris och familjen Riodinidae. Inga underarter finns listade i Catalogue of Life.